# 阿瑟·休厄尔
阿瑟·休厄尔（英語：Arthur Sewall，1835年11月25日—1900年9月5日）为美国缅因州造船商，在1896年美國總統選舉中担任威廉·詹宁斯·布莱恩的竞选搭档。